# Maliq Bushati
Maliq Bushati bég (albánul: Maliq Bey Bushati; nevének ejtése malit͡ɕ buʃati; 1880–1946), albán politikus, 1943-ban három hónapig Albánia miniszterelnöke.
Az 1920-as évek Albániájának politikai hadszínterén Bushati Amet Zogu, a későbbi I. Zogu király ellenzékéhez tartozott. Az 1939-es olasz megszállást, a király elűzését követően április 21-én felálló, Shefqet Vërlaci vezette kormány belügyminisztere lett. 1943. február 13-án az olaszok egyhavi működése után feloszlatták Eqrem Libohova kabinetjét, és Bushati kapott megbízást a kormányalakításra. Bushati igyekezett visszaállítani a korábban megszüntetett külügyminisztériumot, az országban állomásozó olasz katonák mellett megvetette egy önálló albán hadsereg alapjait, ám ezek a lépések végső soron szembeállították a megszálló olaszokkal. Végül május 13-án Bushati lemondani kényszerült, és ismét átadta a kormányrudat Libohovának.